# A.R. Monex Women’s Pro Cycling Team
Das A.R. Monex Women’s Pro Cycling Team ist ein ehemaliges italienisches Team im Frauenradsport zu Beginn mit Sitz in Cornuda (Provinz Treviso/Italien), später mit Sitz in Montebelluna. Die Mannschaft wurde 1996 unter dem Namen Acca Due O gegründet und hatte seit 2005 den Status als UCI Women’s Team. Die Mannschaft fuhr zwischenzeitlich unter verschiedenen Namen mit kasachischer, litauischer und US-amerikanischer Lizenz.

## Organisation und Geschichte
Für das von Manager Maurizio Fabretto geleitete Team fuhren unter anderem die Radrennfahrerinnen Giorgia Bronzini, Marta Bastianelli, Gunn-Rita Dahle, Nicole Cooke, Nicole Brändli, Edita Pučinskaitė, Sulfija Chassanowna Sabirowa und Diana Žiliūtė. Zum Team stieß in der Saison 2013 der Sportliche Leiter Franco Chirio, der bis 2013 Manager des Teams Chirio-Forno d’Asolo war. Er wurde zur Saison 2015 durch Zoulfia Zabirova abgelöst.
Zu den größten Erfolgen des Teams gehört der Sieg von Nicole Cooke beim Giro d’Italia Femminile 2004 und zwei Siege bei der Grande Boucle Féminine durch Edita Pučinskaitė 1998 und Diana Žiliūtė 1999. Außerdem gewannen Fahrerinnen des Teams dreimal den Rad-Weltcup der Frauen: Diana Žiliūtė 1998 und 2000 sowie Nicole Cooke 2003.
Mit ihren jeweiligen Nationalteams gewannen Mitglieder des Teams zwölf Titel bei UCI-Weltmeisterschaften auf der Straße und Bahn – zuletzt die Italienerin Giorgia Bronzini die Straßen-Weltmeisterschaften 2011 – und den olympischen Zeitfahrwettbewerb 1996 (Sulfija Chassanowna Sabirowa, Russland).
Zur Saison 2022 wurde das Team nicht mehr bei der Union Cycliste Internationale registriert.

## Platzierungen in UCI-Ranglisten
| Jahr | Platz | Beste Fahrerin          |
| ---- | ----- | ----------------------- |
| 2005 | 5.    | Nicole Cooke (12.)      |
| 2006 | 10.   | Diana Žiliūtė (4.)      |
| 2007 | 6.    | Giorgia Bronzini (5.)   |
| 2008 | 20.   | Diana Žiliūtė (22.)     |
| 2009 | 8.    | Diana Žiliūtė (12.)     |
| 2010 | 7.    | Olga Sabelinskaja (11.) |
| 2011 | 11.   | Giorgia Bronzini (6.)   |
| 2012 | 10.   | Giorgia Bronzini (11.)  |
| 2013 | 12.   | Inga Čilvinaitė (33.)   |
| 2014 | 27.   | Ingrid Drevel (186.)    |
| 2015 | 28.   | Ingrid Drevel (205.)    |
| 2016 | 21.   | Arianna Fidanza (73.)   |
| 2017 | 17.   | Arlenis Sierra (21.)    |
| 2018 | 11.   | Arlenis Sierra (11.)    |
| 2019 | 16.   | Arlenis Sierra (16.)    |
| 2020 | 15.   | Arlenis Sierra (29.)    |
| 2021 | 14.   | Arlenis Sierra (26.)    |

| Jahr | Platz | Beste Fahrerin          |
| ---- | ----- | ----------------------- |
| 2005 | ?     | Rochelle Gilmore (6.)   |
| 2006 | 18.   | Diana Žiliūtė (33.)     |
| 2007 | 16.   | Marta Bastianelli (22.) |
| 2008 | ?     | ?                       |
| 2009 | 21.   | Rasa Leleivytė (39.)    |
| 2010 | 12.   | Olga Sabelinskaja (35.) |
| 2011 | 17.   | Olga Sabelinskaja (28.) |
| 2012 | 18.   | Giorgia Bronzini (23.)  |
| 2013 | 21.   | Amber Neben (48.)       |
| 2014 | —     | —                       |
| 2015 | 28.   | Larissa Pankowa (67.)   |

| Jahr | Platz | Beste Fahrerin        |
| ---- | ----- | --------------------- |
| 2016 | 22.   | Arianna Fidanza (75.) |
| 2017 | 12.   | Arlenis Sierra (16.)  |
| 2018 | 9.    | Arlenis Sierra (19.)  |
| 2019 | 19.   | Arlenis Sierra (36.)  |
| 2020 | 15.   | Arlenis Sierra (26.)  |
| 2021 | 15.   | Arlenis Sierra (73.)  |